# Монтепулчано
Монтепулчано (итал. Montepulciano) насеље је у Италији у округу Сијена, региону Тоскана.
Према процени из 2011. у насељу је живело 14237 становника. Насеље се налази на надморској висини од 605 м.

## Становништво
Према резултатима пописа становништва 2011. у општини је живело 14.237 становника.
| 1931.  | 1936.  | 1951.  | 1961.  | 1971.  | 1981.  | 1991.  | 2001.  | 2011.  |
| ------ | ------ | ------ | ------ | ------ | ------ | ------ | ------ | ------ |
| 16.570 | 16.866 | 17.365 | 15.820 | 14.356 | 14.170 | 13.856 | 13.883 | 14.237 |